# Ramadi
Ramadi (arabisch الرمادي ar-Ramādī) ist eine Stadt im Irak, am Euphrat, ungefähr 110 Kilometer westlich von Bagdad, nordwestlich des Al-Habbaniyya-Sees (Buhairat al-Habbāniyya), mit 274.539 Einwohnern (letzte Änderung 28. Februar 2012). Ramadi ist die Hauptstadt der Provinz al-Anbar.

## Geschichte
Schon 1836 berichtete der britische Entdecker Francis Rawdon Chesney von einer „hübschen kleinen Stadt“ im fruchtbaren Schwemmland. Das heutige Ramadi wurde 1870 von Midhat Pascha, einem der lokalen Herrscher des Osmanischen Reichs entlang der Straße zwischen der Levante und Bagdad gegründet; Ziel war die Ansiedlung und Sesshaftmachung nomadischer Beduinenstämme.

### Erster Weltkrieg
Ramadi war im Rahmen der Mesopotamienfront heftig umkämpft. Die Briten kämpften in zwei Schlachten gegen das Osmanische Reich im Juli und September 1917, wobei sie die erste Schlacht verloren und die zweite gewannen.
Bei der ersten Schlacht unterlag Lieutenant General Frederick Stanley Maude wegen extremer Hitze, Disorganisation, türkischem Artilleriefeuer und einem Sandsturm.
Im September 1917 versuchte Maude wieder die Eroberung der Stadt. Die Angriffswelle wurde von Major General H.T. Brookings geführt.

### Zweiter Weltkrieg
Nach dem Militärputsch im Irak 1941 begann der Anführer des Coups eine Belagerung des nahe Ramadi gelegenen britischen Luftwaffenstützpunktes RAF Habbaniya. Der britische Gegenangriff führte zum anglo-irakischen Krieg.

### Ab 1945
Zwischen 1952 und 1956 wurde das Ramadi-Stauwehr über den Euphrat nach den Plänen eines britischen Ingenieurbüros von dem französischen Unternehmen Hersent gebaut, mit dem sein Wasser über einen Kanal in den Al-Habbaniyya-See geleitet werden kann.

### Ab Golf- und Irakkriegen
1995 war Ramadi Schauplatz von Massendemonstrationen gegen Saddam Hussein, obwohl das restliche „sunnitische Dreieck“ als eine Hochburg der Unterstützung für Saddam Hussein galt. Auslöser war die Hinrichtung von Mitgliedern örtlicher Stämme aus Ramadi.
Nach dem Irakkrieg entfernte die Übergangsverwaltung der Koalition im Irak Mitglieder der Baath-Partei aus dem politischen Apparat des Irak und löste die irakische Armee auf. In Ramadi waren besonders viele Amtsträger bzw. Militärs von diesen „Säuberungen“ betroffen und machten Ramadi in der Folge zu einem Hort des Widerstands gegen die Besatzer.
Am 31. August 2013 wurden durch die Explosion einer Autobombe nahe einem Checkpoint im Stadtzentrum 12 Menschen getötet und mindestens 20 weitere verletzt.

### Besetzung durch den IS
Im Dezember 2013 begannen Kämpfer der dschihadistisch-salafistischen Organisation Islamischer Staat im Irak und der Levante (ISIS) die Städte Falludscha und Ramadi unter ihre Kontrolle zu bringen. Die irakische Regierung entsandte Soldaten der Iraqi Special Operations Forces (ISOF) zur Terrorismusbekämpfung in beide Städte. Am 15. Mai 2015 meldeten Medien die Eroberung Ramadis durch die mittlerweile in „Islamischer Staat“ umbenannte Terrororganisation.
In einem Fernsehinterview warf US-Verteidigungsminister Ashton Carter den irakischen Truppen daraufhin vor, keinen Kampfeswillen gezeigt zu haben.
Im Herbst 2015 wurde der Belagerungsring um die Stadt immer enger gezogen. Am 23. November 2015 waren angeblich 14 von 39 Stadtbezirken Ramadis von regierungstreuen Einheiten eingenommen, am 28. November 2015 die Brücke über den Euphrat. Nach Angaben der Irakischen Armee hat sie die Stadt bis zum 28. Dezember 2015 vollständig vom IS zurückerobert.

## Verkehr
Ramadi erhielt mit der Eröffnung des am rechten Ufer des Euphrat verlaufenden Abschnitts der Bahnstrecke Bagdad–Akaschat im November 1981 Bahnanschluss. Da die Euphrat-Brücke westlich des Bahnhofs Falludscha noch nicht fertiggestellt war, dauerte es dann noch bis zum März 1989, bevor die Strecke auch bis Bagdad durchgängig befahren werden konnte. 
Im Bürgerkrieg 2013 bis 2017 zerstörte die Terrororganisation Islamischer Staat umfassend auch die Eisenbahninfrastruktur. Der Westen und Norden von Bagdad waren davon besonders betroffen, auch die Euphrat-Brücke wurde zerstört. Ramadi verlor damit seinen Bahnanschluss. Nach dem Ende des Bürgerkriegs 2017 wurde der Bahnbetrieb nur langsam wiederaufgebaut. Die Eisenbahnbrücke über den Euphrat ging am 8. Oktober 2024 wieder in Betrieb, der Personenverkehr zwischen Bagdad und Ramadi wurde am 11. Oktober 2024 wieder aufgenommen. Es verkehrt täglich ein Zugpaar im Personenverkehr zwischen Bagdad und Ramadi.